# Чемпионат Европы по дартсу
Чемпионат Европы по дартсу — турнир, проводящийся под эгидой PDC. В турнире принимают лучшие Европейские игроки, а также лидеры PDC Order of Merit. Сейчас турнир проходит в Мюльхайм-ан-дер-Руре, ранее проходил в Дюссельдорфе, Франкфурте, Динслакене и Хофддорпе.
Победителем первых четырёх турниров был англичанин Фил Тейлор. В 2012 году титул завоевал австралиец Саймон Уитлок.

## Финалы
| Год  | Чемпион (среднее кол-во очков за подход в финале) | Счёт (леги) | Финалист (среднее кол-во очков за подход в финале) | Спонсор турнира | Призовой фонд | Приз чемпиона | Приз финалиста | Арена                               |
| ---- | ------------------------------------------------- | ----------- | -------------------------------------------------- | --------------- | ------------- | ------------- | -------------- | ----------------------------------- |
| 2008 | Фил Тейлор (104.35)                               | 11-5        | Адриан Льюис (96.56)                               | PartyPoker.net  | £200,000      | £50,000       | £25,000        | Зюдбанхоф, Франкфурт                |
| 2009 | Фил Тейлор (109.35)                               | 11-3        | Стив Битон (97.16)                                 | PartyPoker.net  | £200,000      | £50,000       | £20,000        | Клаус Ивент Центр, Хофддорп         |
| 2010 | Фил Тейлор (105.74)                               | 11-1        | Уэйн Джонс (94.64)                                 | PartyPoker.net  | £200,000      | £50,000       | £20,000        | Штадтхалле, Динслакен               |
| 2011 | Фил Тейлор (109.29)                               | 11-8        | Адриан Льюис (98.72)                               | PartyPoker.net  | £200,000      | £50,000       | £20,000        | Маритим Хотель, Дюссельдорф         |
| 2012 | Саймон Уитлок (94.91)                             | 11-5        | Уэс Ньютон (89.47)                                 | PartyPoker.net  | £200,000      | £50,000       | £20,000        | RWE-Шпортхалле, Мюльхайм-ан-дер-Рур |

## Финалисты
| Игрок         | Выиграл | Проиграл |
| ------------- | ------- | -------- |
| Фил Тейлор    | 4       | 0        |
| Саймон Уитлок | 1       | 0        |
| Адриан Льюис  | 0       | 2        |
| Стив Битон    | 0       | 1        |
| Уэйн Джонс    | 0       | 1        |
| Уэс Ньютон    | 0       | 1        |

## Трансляции
В 2008 году турнир транслировала английская компания ITV4. Это была вторая трансляция дартса после «Большого шлема Дартс».
В 2009 году турнир не транслировали, а в 2010 транслировала английская компания «Браво». Это был первая в истории канала трансляция дартса. 26 июня 2011 года ITV4 решили транслировать турнир 2011 года. RTL1 и Sport1 транслировали турнир в Германии.
8 августа 2012 года было решено, что турнир в этом году будет транслировать ESPN.

## Спонсоры
Все четыре турнира спонсировала компания PartyPoker.net, которая также спонсирует Las Vegas Desert Classic и US Open (их в данный момент не транслируют по ТВ).